# Glypta biauriculata
Glypta biauriculata là một loài tò vò trong họ Ichneumonidae.